# Nuno Viveiros
Nuno Filipe Vasconcelos Viveiros (* 22. Juni 1983 in Machico) ist ein portugiesischer ehemaliger Fußballspieler.

## Karriere
Die Karriere von Viveiros begann bei Nacional Funchal, wo er im Jahr 2001 in den Kader der ersten Mannschaft kam. Um Spielpraxis zu sammeln, wurde er im Sommer 2002 für ein Jahr an seinen Heimatverein AD Camacha ausgeliehen, der seinerzeit in der dritten portugiesischen Liga, der Segunda Divisão, spielte. Als er nach einem Jahr zurückgekehrt war, kam er in der Hinrunde 2003/04 zu seinem ersten Ligaspiel für Nacional, darüber hinaus aber nicht berücksichtigt. In der Folge wurde er Anfang 2004 erneut für ein halbes Jahr an AD Camacha ausgeliehen. In der Saison 2004/05 saß er bei Nacional zumeist auf der Ersatzbank oder kam als Einwechselspieler zum Zuge. Seine Situation änderte sich auch in der darauf folgenden Spielzeit nicht. Viveiros wechselte im Sommer 2006 zu Skoda Xanthi in die griechische Super League. Dort konnte er sich nicht durchsetzen und kam nur auf vier Einsätze.
Anfang 2007 kehrte Viveiros nach Portugal zurück, wo ihn Erstligist CF Estrela Amadora unter Vertrag nahm. Dort stand er in der Rückrunde häufig in der Startformation, musste sich in der Spielzeit 2007/08 aber wieder mit der Rolle als Ergänzungsspieler begnügen. Im Sommer 2008 holte ihn Politehnica Iași in die rumänische Liga 1. Dort wurde er in der Saison 2008/09 zur Stammkraft im Mittelfeld und sicherte sich mit seinem neuen Klub den Klassenverbleib. In der darauf folgenden Spielzeit verlor er seinen Status und kam nur noch unregelmäßig zum Zuge. Am Saisonende musste sein Verein absteigen und Ligakonkurrent FC Brașov sicherte sich im Sommer 2010 seine Dienste. Zunächst noch zwischen Stammplatz und Ersatzbank pendelnd, sicherte sich Viveiros im Laufe der Saison 2011/12 einen festen Platz im Team. Mit seinem Klub spielte er in der Liga gegen den Abstieg.
Im Sommer 2013 wechselte Viveiros innerhalb der Liga 1 zum FC Vaslui. In der Spielzeit 2013/14 konnte er mit seinem Verein nicht in den Kampf um die Europapokalplätze eingreifen. Am Saisonende wurde dem FC Vaslui die Zulassung zur nachfolgenden Saison verweigert, so dass Viveiros seinen Vertrag im Mai 2014 auflösen musste. Im Juli 2014 heuerte er bei Universitatea Cluj an, musste mit seinem neuen Klub am Ende der Saison 2014/15 absteigen. Er schloss sich anschließend CSMS Iași an. Im Sommer 2016 kehrte er nach Madeira zurück, wo ihn Zweitligist União Madeira unter Vertrag nahm. Erneut war er danach für Camacha aktiv, und abschließend – nur in einem Pokalspiel eingesetzt – wieder für Madeira.